# شهرستان ووستر (مریلند)
شهرستان ووستر، مریلند (به انگلیسی: Worcester County, Maryland) یک سکونتگاه مسکونی در ایالات متحده آمریکا است که در مریلند واقع شده‌است.